# OSCA

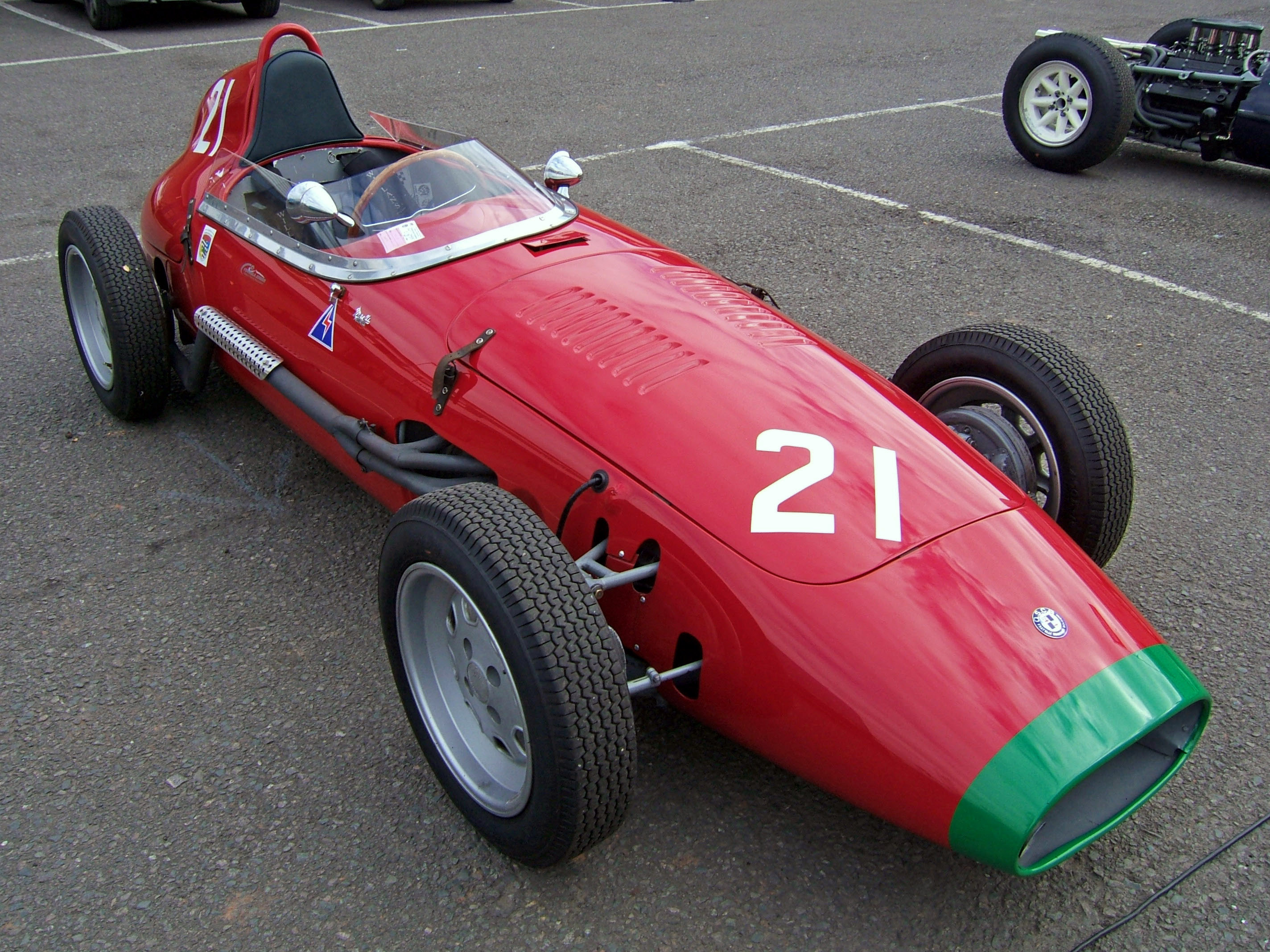
OSCA Formel Junior 1959.

OSCA (även skrivet O.S.C.A.) var en italiensk tillverkare av tävlingsbilar, verksam i Bologna mellan 1947 och 1967. Namnet OSCA är en akronym för Officine Specializzate Costruzioni Automobili.

## Historia
Bröderna Maserati hade sålt företaget som bar deras namn till Adolfo Orsi 1937. De stannade kvar i firman som konsulter under en tioårsperiod och följde med när Orsi flyttade verksamheten till Modena. När kontraktet löpte ut flyttade de tillbaka till hemstaden Bologna och grundade företaget OSCA den 1 december 1947.
OSCA:s första bil var en liten sportvagn med en motor på 1100 cm³, helt igenom av egen konstruktion. Genom åren byggde OSCA främst små tävlingsbilar med motorer mellan 750 och 1500 cm³. Under femtiotalet tävlade OSCA bland annat i formel 1-VM och i sportvagns-VM.
Från 1959 använde Fiat motorer från OSCA i sin 1500S. Inspirerade av Fiat-modellen byggde OSCA en egen sportbil, kallad 1600 GT. Från början av sextiotalet använde man Fiat-motorer i sina bilar.
Bröderna Maserati var vid det här laget rätt gamla och 1964 sålde de sitt företag till mc-tillverkaren MV Agusta. De sista bilarna fick V4-motorer från Ford Taunus, innan tillverkningen lades ned 1967.

## Formel 1

### F1-säsonger
| Säsong | Tävlingsnamn    | Bil        | Motor        | Poäng | Förare 1            | Förare 2        | Förare 3     |
| ------ | --------------- | ---------- | ------------ | ----- | ------------------- | --------------- | ------------ |
| 1951   | OSCA Automobili | OSCA 4500G | OSCA 4.5 V12 | 0     | Franco Rol          |                 |              |
| 1953   | OSCA Automobili | OSCA 20    | OSCA 2.0 L6  | 0     | Élie Bayol          |                 |              |
| 1958   | OSCA Automobili | OSCA F2    | OSCA L4      | 0     | Colin Davis         | Giulio Cabianca | Luigi Piotti |
| 1959   | OSCA Automobili | Cooper T43 | OSCA L4      | 0     | Alejandro de Tomaso |                 |              |

### Andra stall
| Stall        | Säsong | Konstruktör | Antal lopp |
| ------------ | ------ | ----------- | ---------- |
| Élie Bayol   | 1952   | OSCA        | 1          |
| Élie Bayol   | 1953   | OSCA        | 1          |
| Louis Chiron | 1953   | OSCA        | 2          |